# Teatro comunale Vittoria Colonna
Il Teatro comunale Vittoria Colonna è il teatro dell'opera della città di Vittoria, edificio realizzato in stile neoclassico.

## Storia

### La progettazione (1863-1865)
Dopo la costruzione della cupola della basilica di San Giovanni Battista, il comune di Vittoria chiamò Giuseppe Di Bartolo per progettare un nuovo teatro in piazza Camarina (ora del Popolo), nello spazio vuoto tra la chiesa delle Grazie e la via Dascone. Il comune inoltre chiamò anche il pittore concittadino Giuseppe Mazzone (1838-1880) e Corrado Leone, scultore che nel 1863 realizzò, per volere dei vittoriesi, il fercolo di San Giovanni Battista. Di Bartolo non poté assistere all'inizio dei lavori perché morì nel 1865.

### La costruzione (1868-1877)
I lavori iniziarono nel 1868, seguendo i progetti di Di Bartolo. I fondi stanziati furono di 250000 lire. Corrado Leone scolpiva i medaglioni esterni con importanti personaggi della musica, dell'arte e della letteratura, le statue di Danza e di Fauno e la famosa immagine di Apollo e la Musa mentre Giuseppe Mazzone dipingeva il tetto del vestibolo e la volta della sala teatrale. La sera del 10 giugno 1877 vennero aperte le porte del teatro al popolo in occasione dell'esecuzione de La forza del destino, di Giuseppe Verdi.
Nel 1884 il teatro venne dedicato al re Vittorio Emanuele II, ma in tempi moderni ha ripreso il nome di "Teatro comunale Vittoria Colonna", in onore della contessa fondatrice della città.
Nel corso dell'Ottocento e del Novecento fu protagonista di alcuni grandi allestimenti operistici e teatrali, per esempio il "Rigoletto" di Giuseppe Verdi e altri lavori. 
Fu chiuso per parecchio tempo nella seconda metà del Novecento e riaperto all'inizio degli anni 2000. Da quel momento fu sede di alcuni spettacoli, saggi di musica e di danza.

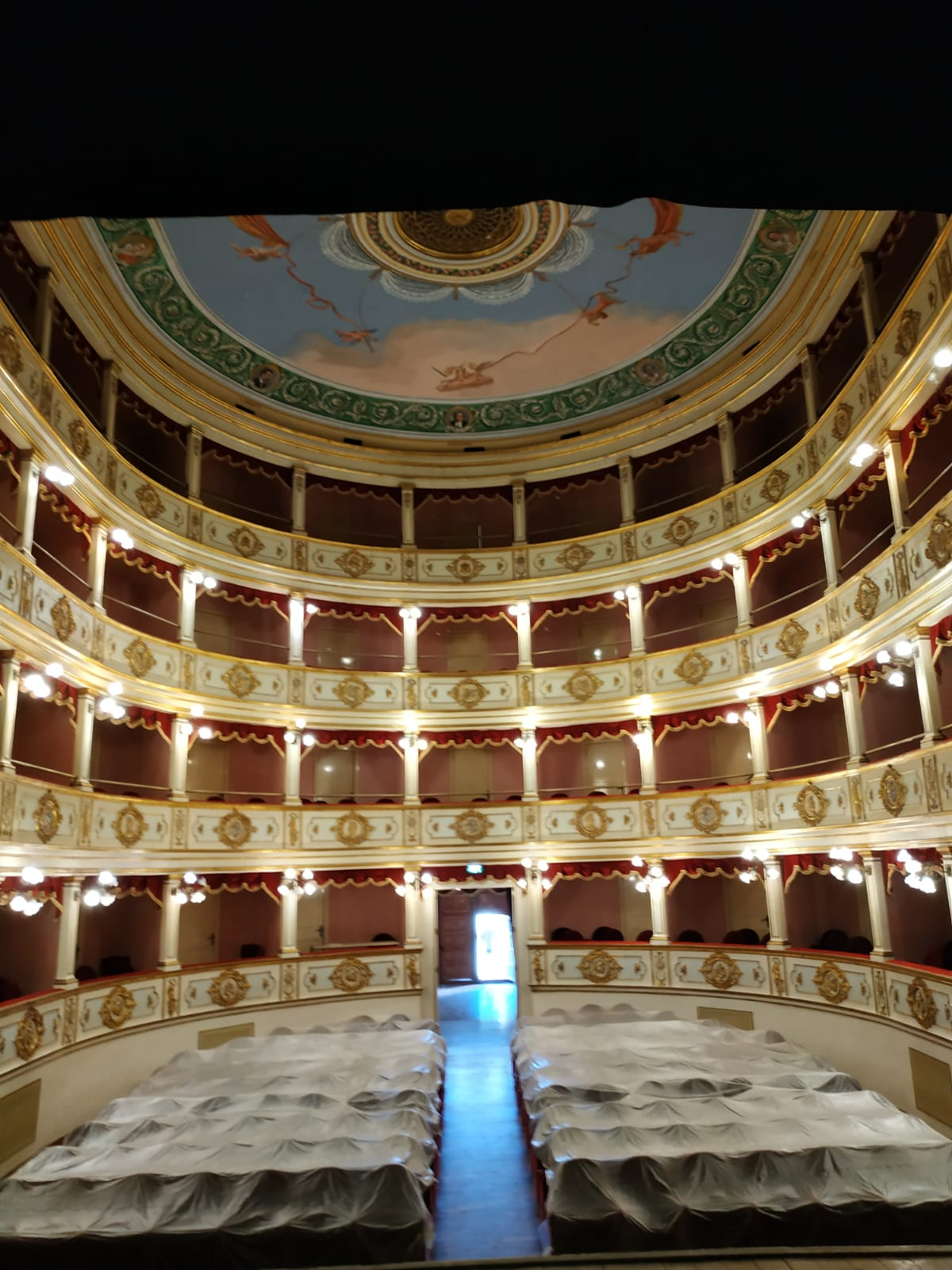
Platea

Nel novembre 2018 venne dichiarato inagibile a seguito di infiltrazioni d'acqua sul tetto e crepe in alcune volte a crociera. I lavori sono cominciati nel 2020 e dal 2023 il teatro è di nuovo attivo.

## Descrizione

### Esterno

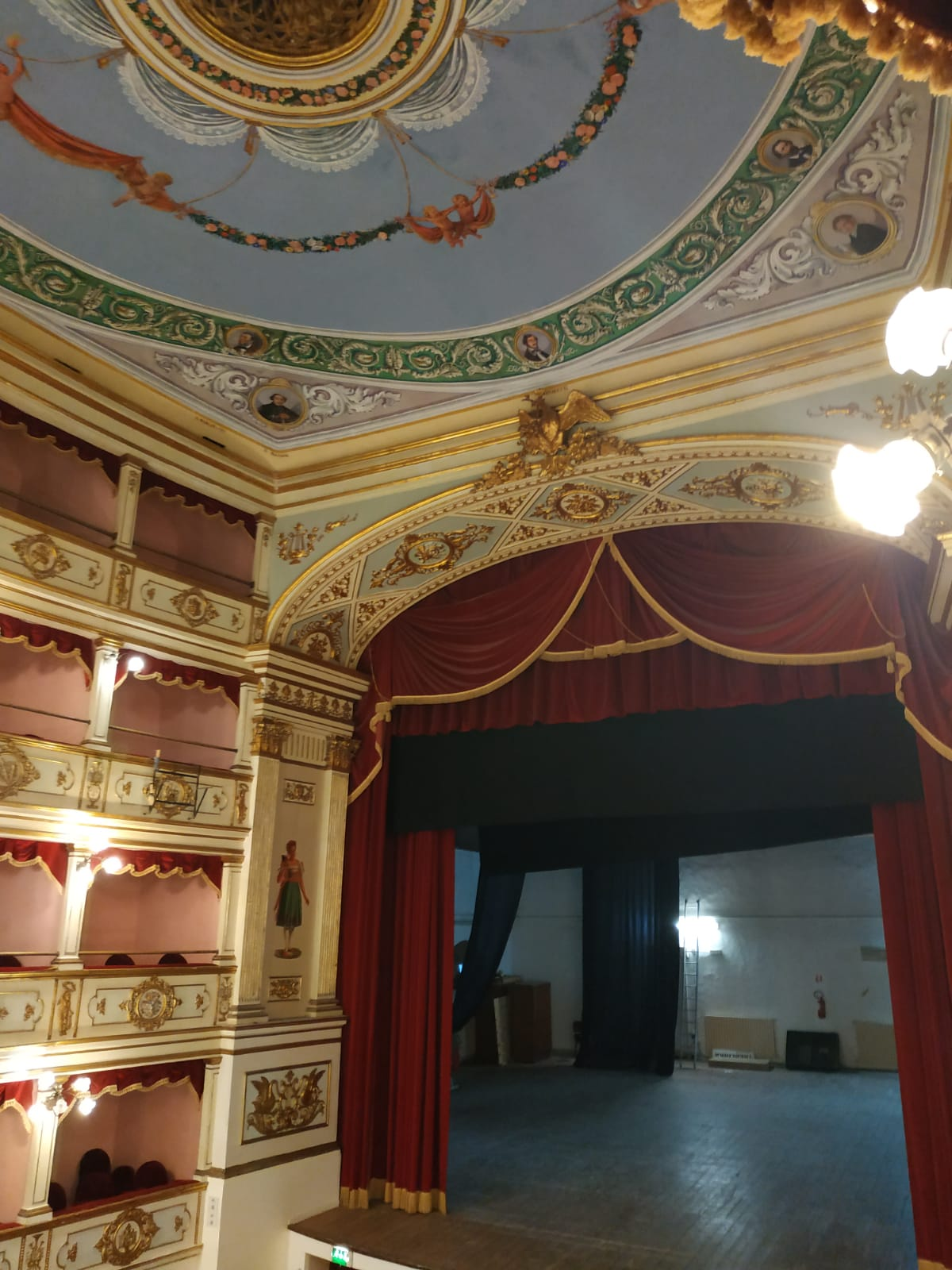
Palcoscenico visto dal 2º ordine di palchi

Il teatro è situato nella parte finale di piazza del Popolo; la facciata è divisa in due ordini di colonne:
- nel primo ordine vi sono tre porte, quella centrale riservata al pubblico. Vi sono quattro colonne in stile dorico, e quattro lesene in stile omonimo, due per ciascuna porta laterale. Nel portico non vi è stato utilizzato nessun tipo di volta: venne utilizzato, infatti, un sistema ad architrave;
- nel secondo ordine vi sono, sopra le porte laterali, due nicchie contenenti le statue di Fauno e Danza, opera di Corrado Leone; sopra il portico inferiore vi è il superiore con quattro colonne ioniche e quattro lesene doriche, due per statua. Al posto del portone vi sono quattro porte-finestre rettangolari e sopra i medaglioni, sempre di Corrado Leone. Nel punto più alto del teatro ci sono le statue di Apollo e la Musa, immersi entrambi negli strumenti musicali. Sotto c'è scritto, grande, "TEATRO COMUNALE", anche se in vecchie foto vi era scritto "TEATRO VITTORIO EMANUELE".

### Interno
Quando si entra dalla porta principale, si possono ammirare le decorazioni sul tetto a cassettoni di Giuseppe Mazzone, che raffigurano (centralmente) Apollo con due Muse. Il tetto è sostenuto da alcune colonne doriche per lato. Subito dopo si entra dentro la sala teatro, completamente stuccata d'oro, con la volta affrescata da Giuseppe Mazzone. Ai lati vi sono i ritratti di grandi compositori, personaggi del teatro e letterati. Al centro vi è un rosone, e attorno vi ruotano intorno putti e trini. Ogni palchetto possiede un medaglione dorato.

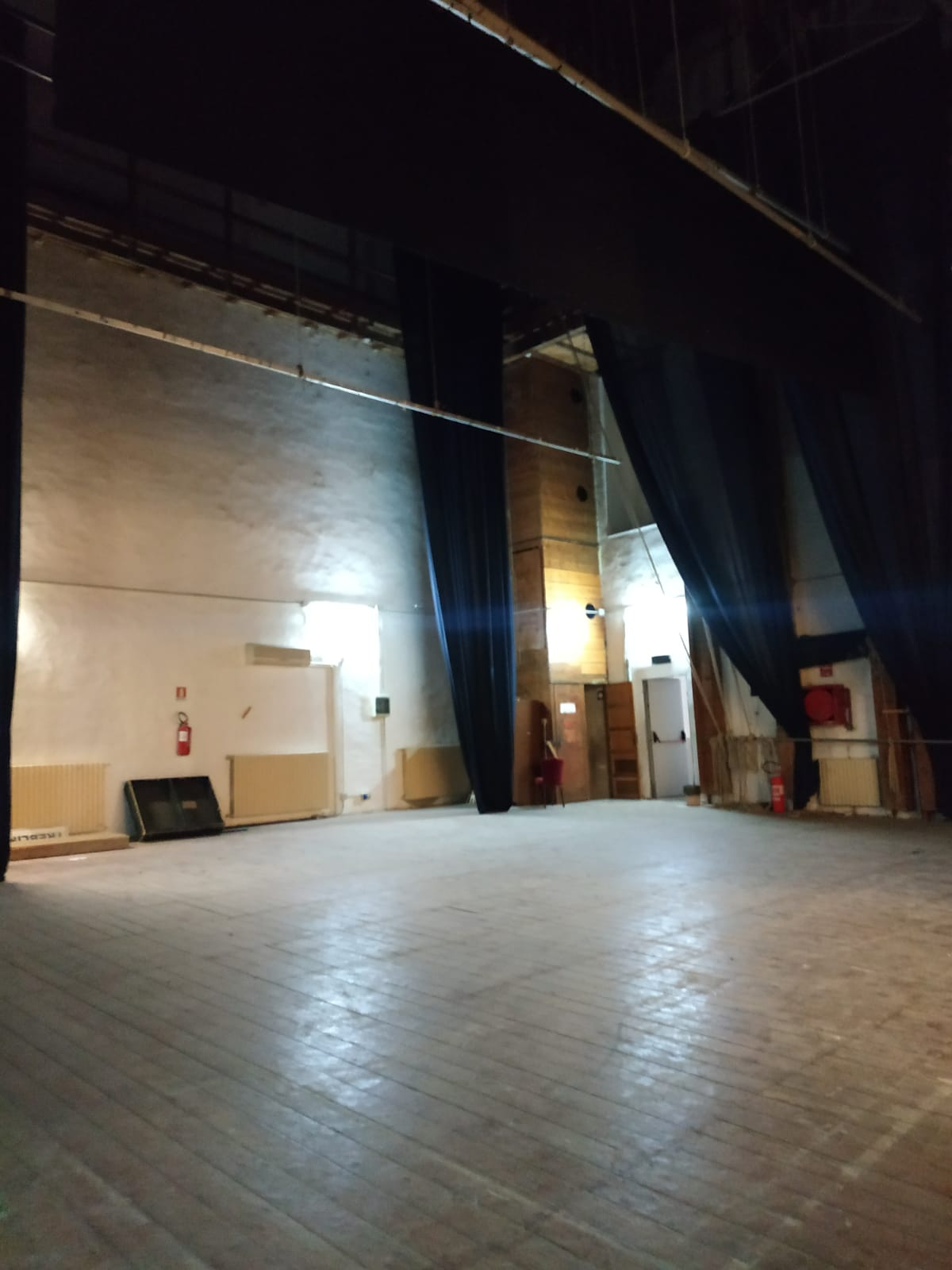
Palcoscenico

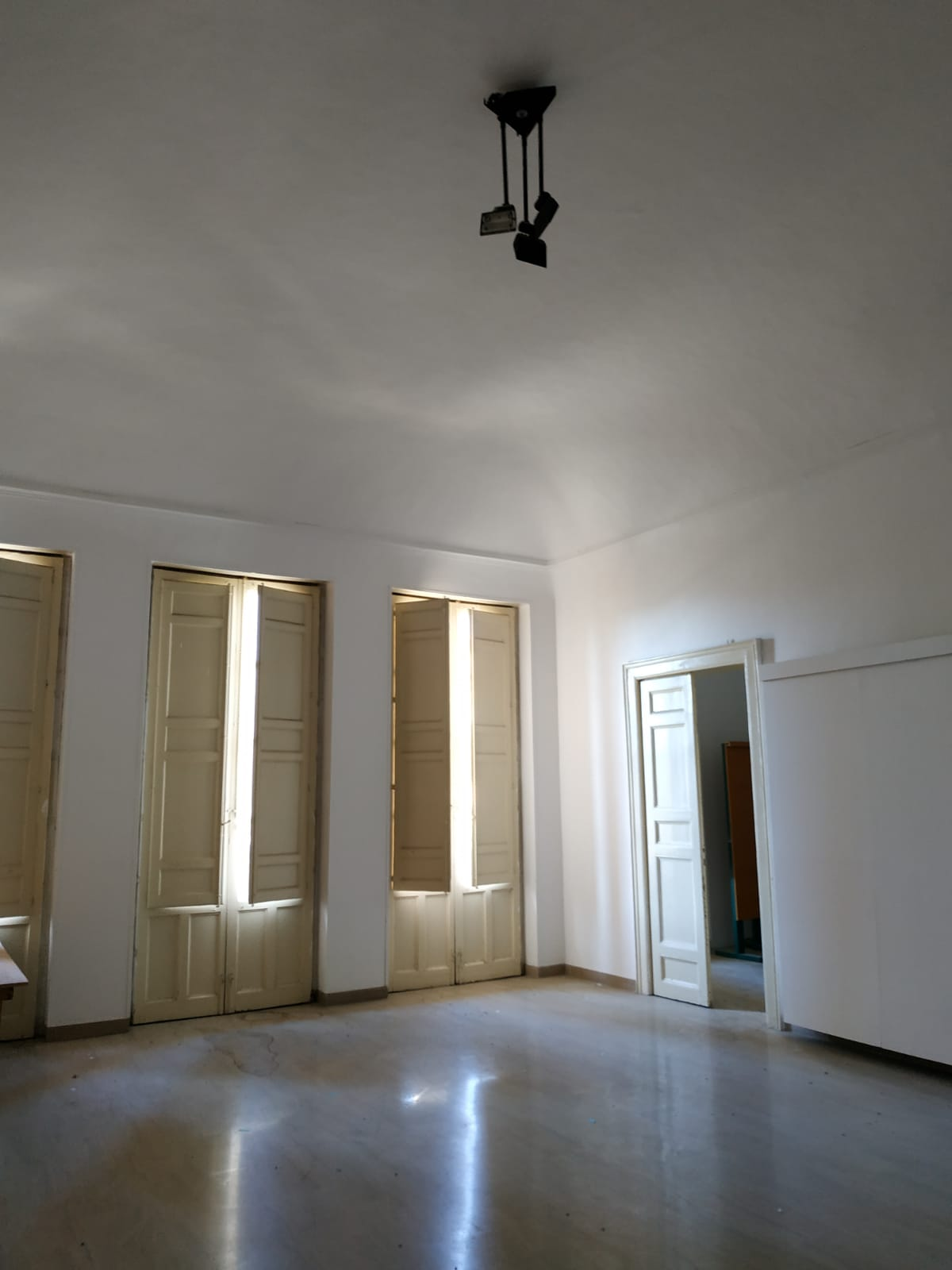
Foyer

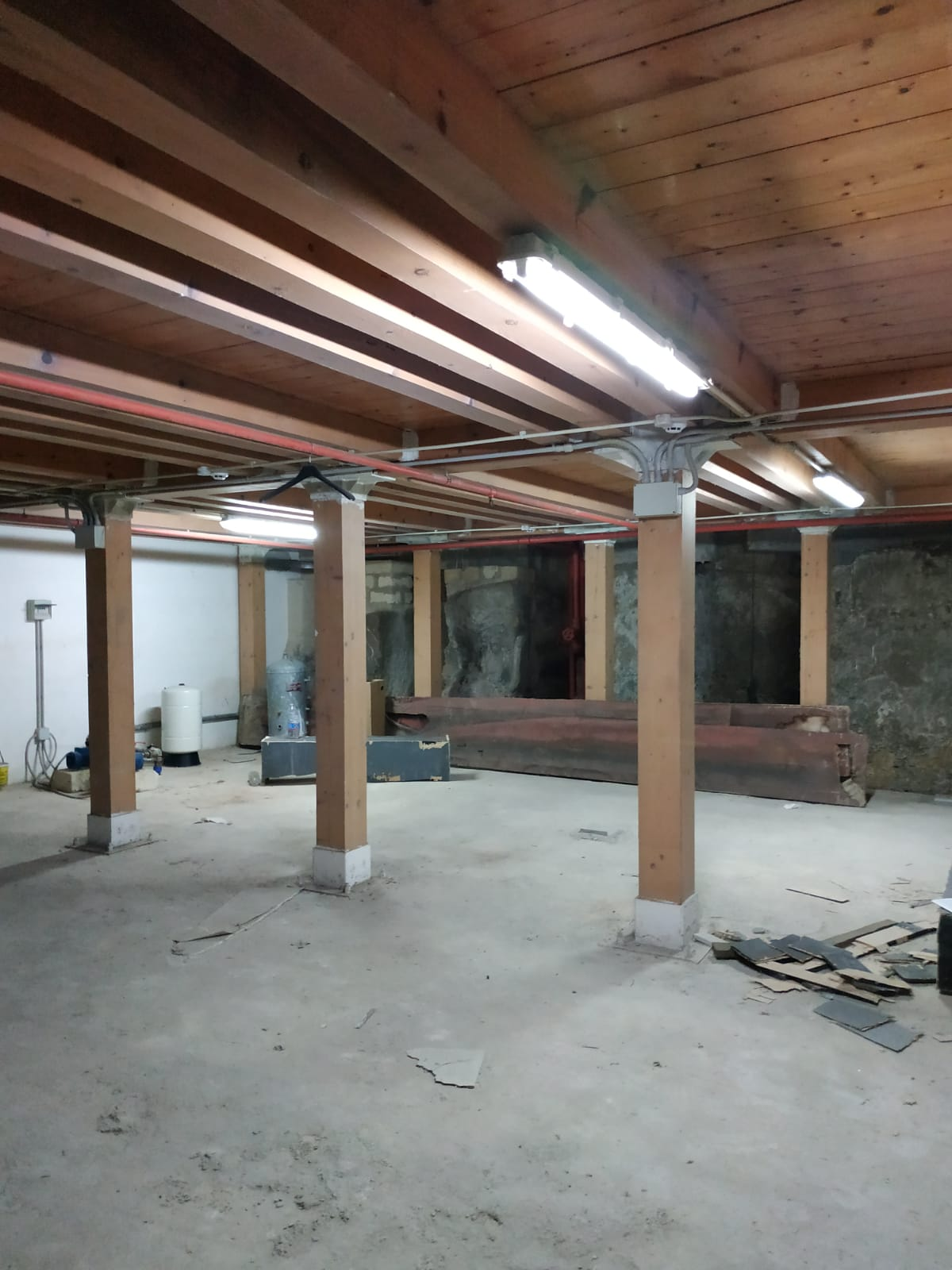
Sottopalco

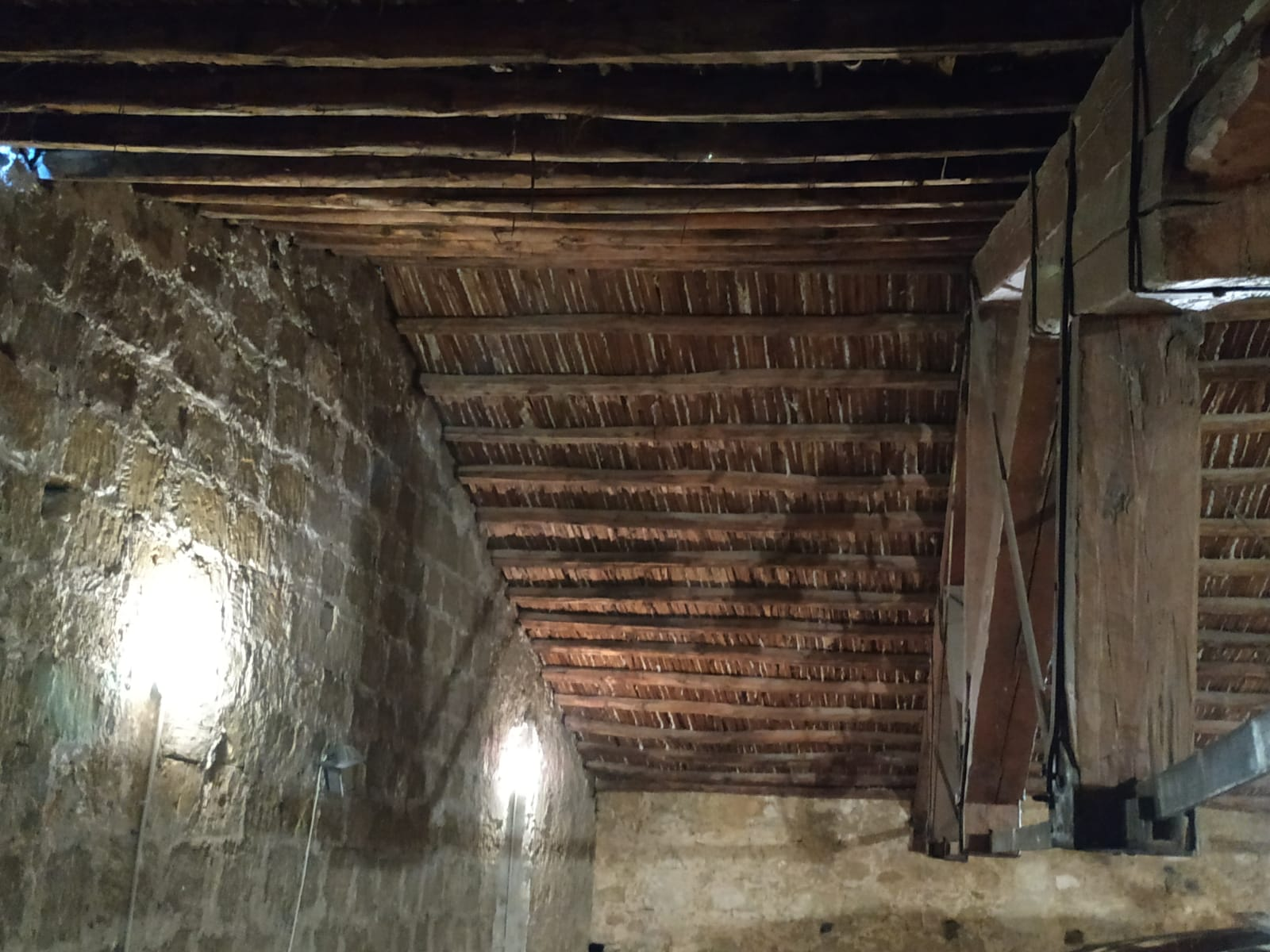
Sottotetto

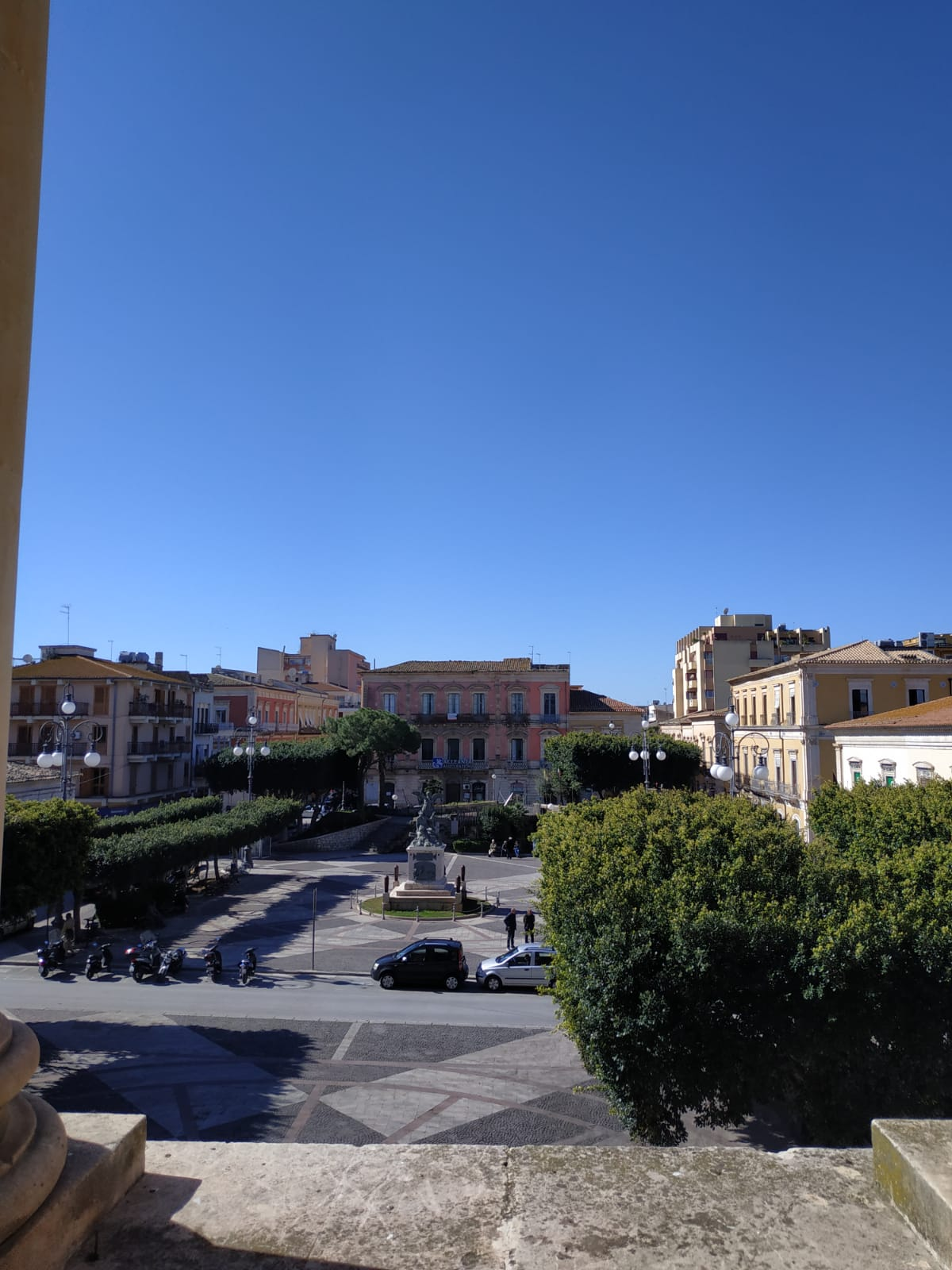
Vista della Piazza del Popolo dal terrazzo del 2º ordine di colonne

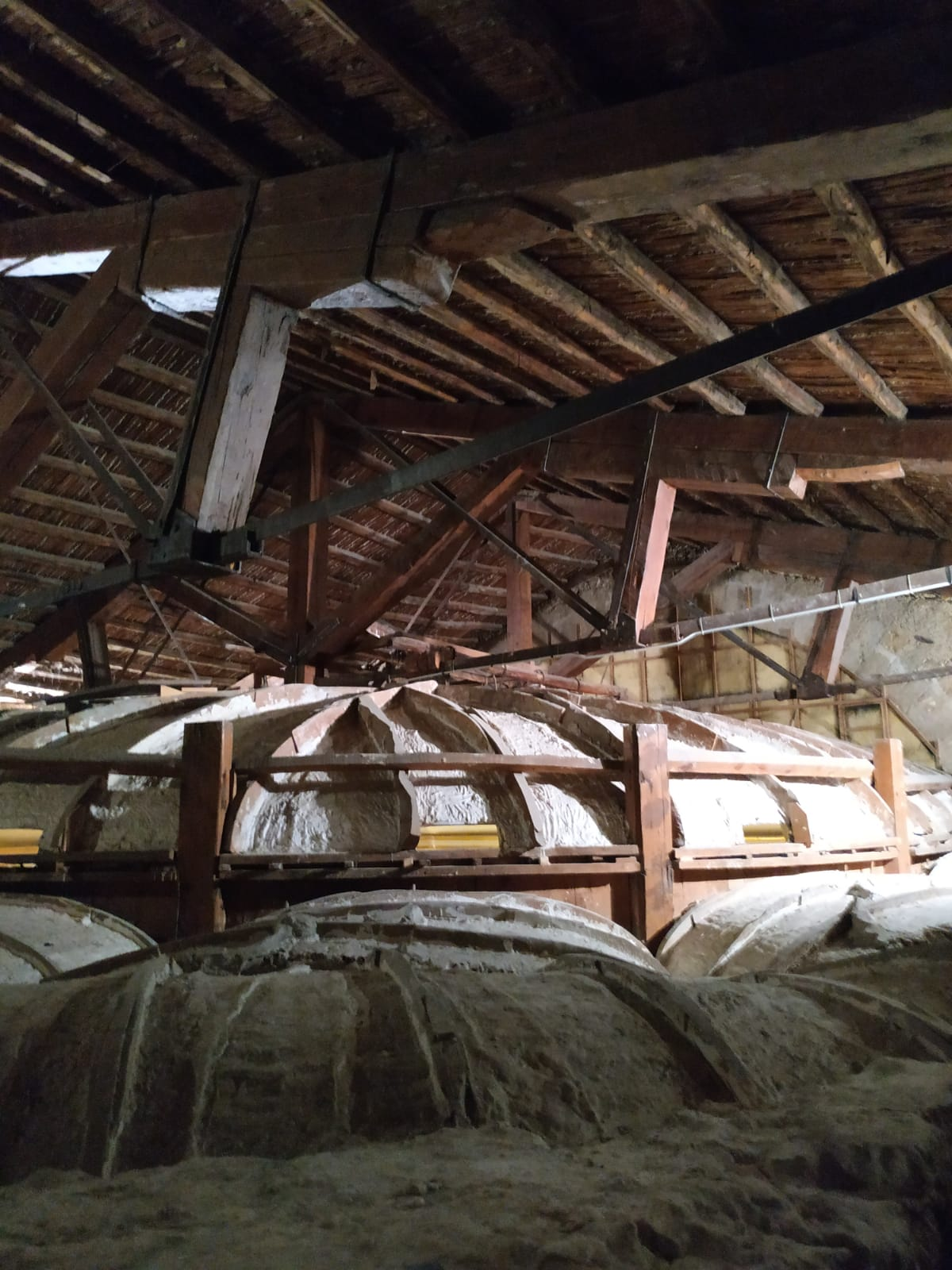
Volta della platea vista dal sottotetto